# حارة المطار (صنعاء)

تعديل مصدري - تعديل

المطار هي إحدى حارات حي بني حوات بمدينة الروضة شمال العاصمة اليمنية "صنعاء"، بلغ تعداد سكانها 1996 نسمة حسب تعداد اليمن لعام 2004.